# 伯納·希爾
伯納·希爾（英語：Bernard Hill，1944年12月17日—2024年5月5日）是英國電影、電視劇和舞台演員。最出名的角色是在《鐵達尼號》中飾演的船長愛德華·約翰·史密斯和《魔戒》中的洛汗國王希優頓。

## 生平
希爾1944年出生於曼徹斯特，自小在一個天主教家庭中成長。1970年從曼徹斯特戲劇學校畢業。
1975年進入演藝界，先後參演多部電影與電視劇。他在詹姆士·柯麥隆執導1997年電影《鐵達尼號》中飾演鐵達尼號船長愛德華·約翰·史密斯。其後在彼得·傑克森執導的史詩奇幻電影《魔戒》三部曲中飾演洛汗國王希優頓。2015年在電視劇《狼廳》中飾演第三代諾福克公爵托馬斯·霍華德。

## 家庭
希爾和演員瑪麗安娜·希爾結婚，有一個名叫加百列的兒子。

## 外部連結
- 伯納·希爾在互联网电影资料库（IMDb）上的資料（英文）
- 在AllMovie上伯納·希爾的頁面（英文）
- 伯納·希爾在时光网上的簡介（简体中文）